# حمید گل
حمید گل (اردو: حمید گل ‎ ۲۰ نوامبر ۱۹۳۶–۱۵ اوت ۲۰۱۵) HI (M) ،SBt، ژنرال سه ستاره ارتش پاکستان و تحلیلگر دفاعی بود. گل به عنوان مدیرکل سازمان اطلاعات نظامی پاکستان(ISI)، سازمان اطلاعات برتر پاکستان، بین ۱۹۸۷ تا ۱۹۸۹ خدمت کرد. گل در دوران تصدی گری خود نقش مؤثری در هدایت حمایت ISI از گروه‌های مقاومت افغانستان علیه نیروهای شوروی در قبال وجوه و تسلیحات از ایالات متحده در طول جنگ شوروی و افغانستان با سیا همکاری با سیا داشت. علاوه بر این، گل به دلیل گسترش حمایت‌های پنهانی از گروه‌های ناسیونالیست کشمیری در برابر رقیب همسایه هند در منطقه مورد مناقشه کشمیر از سال ۱۹۸۹، تمرکز خود را از پیامدهای جنگ شوروی منحرف کرد، به‌طور گسترده‌ای شناخته شد. گل به عنوان «پدرخوانده» سیاست‌های ژئواستراتژیک پاکستان شهرت یافت. آمرجیت سینگ دولت، مدیر سابق شاخه تحقیقات و تحلیل، به دلیل نقشش در برابر هند، او را «بدنام‌ترین رئیس ISI در نظر هند» می‌داند. در پی تشدید شبه نظامیان کشمیر در هند و شورش طالبان در افغانستان، وی حتی از سوی ایالات متحده و هند متهم به ارتباط با گروه‌های تروریستی اسلامی، به ویژه القاعده و لشکر طیبه شد. در سال ۱۹۸۸ گل همچنین در ایجاد اتحاد جمهوری اسلامی، یک اتحاد سیاسی محافظه کار که برای مخالفت با حزب مردم پاکستان (PPP) نخست‌وزیر بی نظیر بوتو تشکیل شده بود، ایفای نقش کرد. وی در ۱۵ اوت ۲۰۱۵ پس از خونریزی مغزی درگذشت.

## اوایل زندگی
گل در ۲۰ نوامبر ۱۹۳۶ در محمد خان در سرگودا، پنجاب، راج بریتانیا (پاکستان کنونی) متولد شد. وی تحصیلات اولیه خود را از مدرسه ای در روستای خود گذراند. او برای مدت کوتاهی در کالج دولتی لاهور پذیرفته شد، قبل از اینکه در آکادمی نظامی پاکستان کاکول پذیرفته شود. خانواده گل پشتون بودند و از قبیله یوسف زی بودند، از سوات (بنر) مهاجرت کردند، بعداً در سرگودها در پنجاب ساکن شدند.

## حرفه ارتش
حمید گل در اکتبر ۱۹۵۶ در ارتش پاکستان با هجدهمین دوره طولانی PMA در نوزدهمین سپاه زرهی لنگرز مأمور شد. او در طول جنگ ۱۹۶۵ با هند فرمانده اسکادران بود. او در ۱۹۶۸–۱۹۶۹ در کالج فرماندهی و ستاد کویته شرکت کرد. در طول ۱۹۷۲–۱۹۷۶، گل مستقیماً تحت فرماندهی ژنرال محمد ضیاءالحق به عنوان فرمانده گردان و سپس به عنوان سرهنگ ستاد، زمانی که ژنرال ضیا GOC، لشکر زرهی اول و فرمانده سپاه دوم در مولتان بود، خدمت می‌کرد؛ بنابراین، گل پیوندهای خود را با ژنرال ضیا با خدمت در زمانی که هر دو افسران هنگ‌های زرهی سپاه دوم بودند، تقویت کرده بود. گل در سال ۱۹۷۸ به درجه سربازی ارتقا یافت و مدام به عنوان مدیر قانون نظامی بهاوالپور و سپس فرمانده لشکر زرهی ۱، مولتان در سال ۱۹۸۲ ارتقا یافت. سپس گل به عنوان مدیر کل یا DG نظامی نظامی (DGMI) تحت فرماندهی ژنرال محمد ضیاءالحق به ستاد کل ارتش فرستاده شد و سپس وی را در مارس ۱۹۸۷ به عنوان رئیس ISI جانشین ژنرال اختر عبدالرحمان معرفی کرد. وی بعداً در ماه مه ۱۹۸۹ به عنوان فرمانده ISI توسط نخست‌وزیر بی نظیر بوتو جایگزین شد و گل به عنوان فرمانده، سپاه دوم در مولتان منتقل شد. ژنرال آصف نواز پس از در دست گرفتن فرماندهی ارتش پاکستان در آگوست ۱۹۹۱، گل را به عنوان مدیرکل صنایع سنگین تاکسیلا منتقل کرد. گل در مقایسه با قد و قامت گل، از انجام مأموریت خودداری کرد، عملی که به خاطر آن از ارتش بازنشسته شد.

## مدیرکل ISI (۱۹۸۷–۱۹۸۹)

### افغانستان و جنگ شوروی
گفته می‌شود که گل در دوران خود به عنوان رئیس ISI در جنگ شوروی و افغانستان عملیات تصرف جلال‌آباد از ارتش افغانستان را که در بهار ۱۹۸۹ مورد حمایت شوروی قرار داشت، برنامه‌ریزی و اجرا کرده بود. این تغییر به جنگ متعارف از سوی برخی اشتباه تلقی شد زیرا مجاهدین ظرفیت تصرف یک شهر بزرگ را نداشتند و این نبرد نتایج زمینی مورد انتظار را به همراه نداشت. با این حال، ارتش پاکستان قصد داشت یک دولت تحت حمایت مقاومت در افغانستان، با جلال‌آباد به عنوان پایتخت موقت، عبدالرسول سیاف به عنوان نخست‌وزیر و گلبدین حکمتیار به عنوان وزیر خارجه، نصب کند. برخلاف تصور پاکستان، این نبرد ثابت کرد که ارتش افغانستان می‌تواند بدون کمک شوروی بجنگد و اعتماد حامیان دولت را تا حد زیادی افزایش داد. برعکس، روحیه مجاهدین درگیر در این حمله سقوط کرد و بسیاری از فرماندهان محلی حکمتیار و سیاف با دولت آتش‌بس کردند. به قول سرتیپ محمد یوسف، افسر ISI، «جهاد [به معنای برنامه‌های حکمتیار برای نصب نخست‌وزیر] هرگز از جلال‌آباد بازیابی نشد». در نتیجه این شکست، حمید گل توسط بی نظیر بوتو نخست‌وزیر پاکستان برکنار شد و شمسور رحمان کالو جایگزین وی شد که سیاست کلاسیک تری را در حمایت از شورشیان در افغانستان دنبال می‌کرد.

### سیاست داخلی
ژنرال گل در دوران تصدی خود به عنوان رئیس ISI در سال ۱۹۸۸، سیاستمداران محافظه کار را با موفقیت جمع کرد و به آنها در ایجاد اتحاد جمهوری اسلامی (IJI) کمک کرد، ائتلافی محافظه کار راست میانه علیه حزب چپ‌گرای خلق پاکستان متحد شد. به نقش خود در تشکیل IJI اذعان کرد[۱] که در یکی از سرمقاله‌های یک روزنامه مهم پاکستانی به شدت مورد توبیخ قرار گرفت، که از ژنرال خواسته بود ابتدا از PPP بخاطر این کار عذرخواهی کند.

### کشمیر و هند
بر اساس اتهامات رحمان، مفسر هندی، گل فعالانه از شبه نظامیان خالصتانی حمایت می‌کرد. رامان می‌گوید: "وقتی بوتو در سال ۱۹۸۸ نخست وزیر شد"، گل حمایت از این شورشیان را تنها راه پیشگیری از تهدید تازه هند علیه تمامیت ارضی پاکستان توجیه کرد. هنگامی که او از او خواست بازی با آن کارت را متوقف کند، او گفت: خانم، بی‌ثبات نگه داشتن پنجاب معادل این است که ارتش پاکستان یک تقسیم اضافی بدون هیچ هزینه ای برای مالیات دهندگان داشته باشد. " رامان می‌افزاید: "گل به شدت از حمایت از گروه‌های بومی کشمیری حمایت می‌کرد"، اما با نفوذ مزدوران پاکستانی و افغان به جامو و کشمیر مخالف بود. او معتقد بود که پاکستان با این کار به نفع هند بازی می‌کند."

### پان اسلامیسم
حتی اگر ISI، تحت فرماندهی جنرال اختر عبدالرحمان، پیش از این منطقه را هدف قرار داده بود، به عنوان مثال با گروه‌های جهادی مانند ابوسیاف در فیلیپین ارتباط برقرار می‌کرد، در زمان حمید گل بود که ISI قطعاً چرخشی پان اسلامیستی داشت، زیرا او نه تنها آرزوی ائتلاف اسلامی به رهبری پاکستان علیه هند را داشت، به گفته خودش "یک مفهوم عمیق استراتژیک که پاکستان، ایران، ترکیه و افغانستان را در یک اتحاد پیوند می‌دهد" که " خنجری مغول نگین دار است که به قلب هندوها اشاره می‌کند. "، اما همچنین خواستار آزادی گروه‌های تحت تعقیب مسلمانان در سراسر جهان مانند اریتره، بوسنیکی، روهینگیایی، ازبک و اویغور شد." در زمان مرگ، روزنامه‌نگار عباس نصیر، ضمن ارائه یک مرور انتقادی از زندگی و حرفه خود، گفت که «تعهد به جهاد - برای انقلاب اسلامی که از مرزهای ملی فراتر می‌رود، به گونه ای بود که روزی رؤیای» پرچم سبز سبز اسلامی «را در سر می‌پروراند. نه تنها بر پاکستان و افغانستان، بلکه بر سرزمین‌هایی که توسط جمهوری‌های آسیای میانه (اتحاد جماهیر شوروی سابق) نمایندگی می‌شوند، تکان خواهد خورد.»

## پیامدهای جنگ پس از شوروی
ژنرال گل در زمان اشغال افغانستان توسط اتحاد جماهیر شوروی، هنگامی که رئیس ISI بود، با سیا همکاری نزدیک داشت. با این حال، وی پس از پشت سر گذاشتن ایالات متحده به افغانستان پس از خروج شوروی از افغانستان، بی رحم شد، زیرا ایالات متحده وعده داده بود که در ایجاد افغانستان مرفه کمک خواهد کرد. هنگامی که ایالات متحده پاکستان را به دلیل برنامه مخفی هسته ای خود مجازات کرد، پاکستان را با تحریم‌های اقتصادی و نظامی مجازات کرد، بیشتر مضطرب شد. ژنرال گل سپس اظهار داشت که «جهان اسلام باید متحد بایستد تا با ایالات متحده در جنگ موسوم به جنگ علیه تروریسم، که در حقیقت جنگ علیه مسلمانان است، مقابله کند. بیایید آمریکا را هرجا که نیروهایش گرفتار شده‌اند نابود کنیم.» ژنرال گل شخصاً در سال ۱۹۹۳ با اسامه بن لادن ملاقات کرد و برچسب زدن به وی به عنوان تروریست را رد کرد مگر اینکه که شواهد انکار ناپذیری در ارتباط با اقدامات تروریستی ادعا شده ارائه شود. تنها چند روز پس از حملات ۱۱ سپتامبر، گل همچنین اعتقاد داشت که این حملات «به وضوح یک کار داخلی» است.

## حرفه پس از بازنشستگی
به گفته زاهد حسین، در کتاب خود خط مقدم پاکستان، سپهبد حمید گل و ژنرال میرزا اسلم بیگ فرمانده سابق ارتش بخشی از کنفرانس اسلامی دارالعلوم حقانیه در ۹ ژانویه ۲۰۰۱ بودند که در نزدیک پیشاور برگزار شد و ۳۰۰ رهبر نماینده گروه‌های مختلف اسلامی نیز در آن شرکت کردند. این جلسه وظیفه شرعی مسلمانان در سراسر جهان را حمایت از دولت امارت اسلامی افغانستان اعلام کرد و اسامه بن لادن، مخالف سعودی، میزبان آن بود که آنها را «جنگجوی بزرگ مسلمان» می‌دانستند. در ۱۲ مارس ۲۰۰۷، گل در کنار فعالان احزاب لیبرال دموکراتیک و افسران ارشد نظامی سابق بازنشسته علیه ژنرال پرویز مشرف راهپیمایی کرد. ژنرال گل هنگامی که در اعتراض به تلاش برای برکناری افتخار محمد چودری، رئیس دادگاه در اسلام‌آباد، وی را دستگیر کردند، با پلیس ضد شورش روبرو شد. وی پس از آنکه رئیس هیئت رئیسه به مشرف اجازه داد با لباس فرم در انتخابات شرکت کند، با مخالفت رئیس دیوان عالی کشور روبرو شد. چند روز پس از بمب‌گذاری‌های کراچی در سال ۲۰۰۷، بی نظیر بوتو در نامه ای به رئیس‌جمهور مشرف که در ۱۶ اکتبر ۲۰۰۷ نوشته شده بود، حمید گل را به عنوان یکی از چهار نفر از جمله ایجاز شاه، رئیس اداره اطلاعات فعلی (IB)، وزیر وقت پنجاب، چودری پرویز الهی، نام برد. ارباب غلام رحیم، وزیر وقت سند، مظنون بود که پشت این حملات بوده است. گل با عصبانیت به این ادعاها پاسخ داد. وی در ۴ نوامبر توسط پلیس نظامی در اسلام‌آباد در زمان اعلام وضعیت فوق‌العاده پرویز مشرف توسط رئیس‌جمهور دستگیر شد. گل وابستگی خود را به امت تدویر ناو اذعان کرد. دولت ایالات متحده نام گل را در فهرست ۴ افسر سابق ISI خواست تا در فهرست تروریست‌های بین‌المللی که برای دبیرکل سازمان ملل ارسال شده بود قرار گیرد، اما چین نپذیرفت. در سال ۲۰۰۸ یک مقام ارشد در وزارت خارجه پاکستان به گل اطلاع داد که وی به همراه چند نفر دیگر در فهرست سازمان‌های نظارتی آمریکا از «تروریست‌های جهانی» قرار گرفته است. یک سند آمریکایی به او نشان داده شد که شامل چندین اتهام علیه وی، از جمله ادعای ارتباط با القاعده و طالبان بود. گل این اتهامات را رد کرد. در ۱۴ دسامبر ۲۰۰۸، رئیس‌جمهور آصف علی زرداری در مصاحبه با نیوزویک حمید گل را «ایدئولوگ سیاسی» ترور و نه حامی فیزیکی توصیف کرد. به نوشته دیلی تلگراف، در پی مرگ اسامه بن لادن، گل اظهار نظر کرد که نیروهای آمریکایی او را در افغانستان کشته‌اند و جسد را به آبوت آباد منتقل کرده‌اند تا پاکستان را تحقیر کنند.

## خانواده
پدرش یک کشاورز بود که در ارتش انگلیس خدمت می‌کرد. همسرش در اکتبر ۲۰۱۹ درگذشت. او دارای دو پسر به نامهای عمر و عبدالله و یک دختر به نام اوزما بود. پسر او، عبدالله گل، دارای دفتر ریاست تحریک جوانان پاکستان و کشمیر (TJP) است. دخترش عظمی رئیس جنبش همبستگی جامو کشمیر و اتحاد زنان پاک کشمیر است.

## مرگ

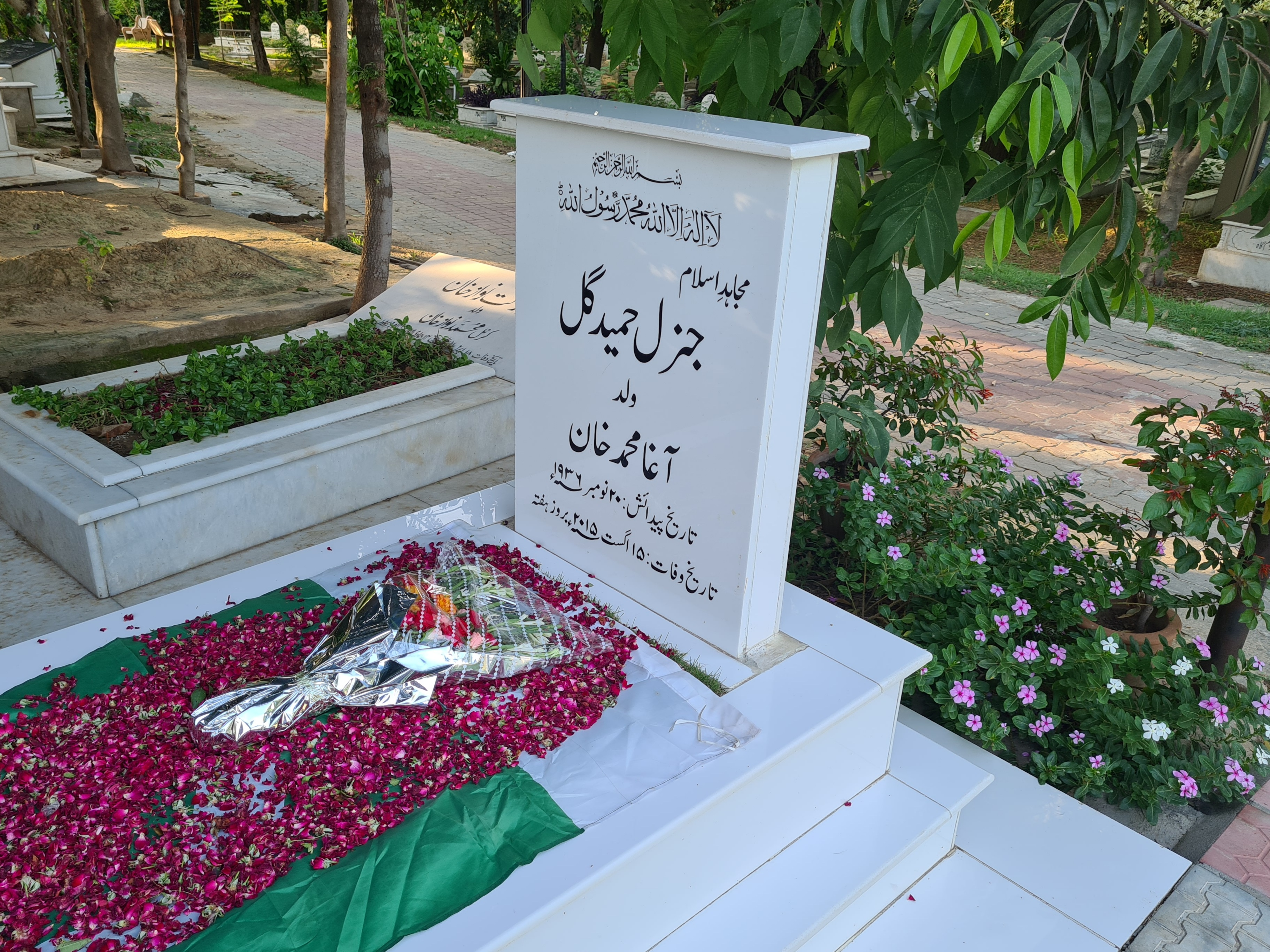
آرامگاه گل در آرامستان ارتش راولپندی

حمید گل در موری دچار سکته مغزی شد. بر اساس گزارشات، وی مدتی از فشار خون بالا و سردرد رنج می‌برد. مرگ وی توسط نواز شریف، نخست‌وزیر، راحیل شریف، رئیس ستاد ارتش و دیگر مقامات عالی‌رتبه تسلیت شد. گل در گورستان ارتش در وستریج، راولپندی دفن شده است. از جمله اموال او قطعه ای از دیوار برلین بود که توسط آلمانی‌ها به خاطر «وارد آوردن اولین ضربه» به اتحاد جماهیر شوروی به او اهدا شد.

## کتابها
- Īfāʼe ʻahd (ایفائی عهد)، لاهور: انتشارات علم و عرفان، ۲۰۱۲، ۱۹۲ص. گزارشی از تغییرات سیاسی مختلف در پاکستان. مبارزه نیروهای مختلف برای بی‌ثبات سازی پاکستان و امنیت آن. تنظیم توسط مبین غزنوی.
- Ek Janral se inṭarviyū (ایک جنرل سی انٹرویو)، لاهور: انتشارات علم و عرفان، ۲۰۱۳، ۲۰۰ص. مجموعه مصاحبه‌های تنظیم شده توسط مبین غزنوی.

## کتابشناسی - فهرست کتب
- زاهد حسین. خط مقدم پاکستان: مبارزه با اسلام شبه نظامی، نیویورک: انتشارات دانشگاه کلمبیا، ۲۰۰۷.
- حسین حقانی. پاکستان: بین مسجد و ارتش، واشینگتن، دی سی: بنیاد کارنگی برای صلح بین‌المللی، ۲۰۰۵.

| مناصب نظامی            | مناصب نظامی                                   | مناصب نظامی            |
| ---------------------- | --------------------------------------------- | ---------------------- |
| پیشین: اختر عبدالرحمان | مدیرکل سازمان اطلاعات نظامی پاکستان ۱۹۸۷–۱۹۸۹ | پسین: شمسور رحمان کالو |